# Владиполь
Владиполь (укр. Владипіль) — село в Бисковичской сельской общине Самборского района Львовской области Украины.
Население по переписи 2001 года составляло 116 человек. Занимает площадь 1,54 км². Почтовый индекс — 81420. Телефонный код — 3236.